# Libocedrus austrocaledonica
Libocedrus austrocaledonica är en cypressväxtart som beskrevs av Adolphe-Théodore Brongniart och Jean Antoine Arthur Gris. Libocedrus austrocaledonica ingår i släktet Libocedrus och familjen cypressväxter. Inga underarter finns listade i Catalogue of Life.
Arten förekommer endemisk på Nya Kaledonien. Den växer i kulliga områden och i bergstrakter mellan 700 och 1300 meter över havet. Libocedrus austrocaledonica är en lägre växt i fuktiga skogar.
Bränder kan skada beståndet. IUCN kategoriserar arten globalt som nära hotad.